# Bučje (Pleterniceszentmiklós)
Bučje (1991-ig Bučje Brodsko) falu Horvátországban, Pozsega-Szlavónia megyében. Közigazgatásilag Pleterniceszentmiklóshoz tartozik.

## Fekvése
Pozsegától légvonalban 13, közúton 21 km-re délkeletre, községközpontjától légvonalban 6, közúton 8 km-re délre, a Dilj-hegység északnyugati lejtőin fekszik. 

## Története
Engel Pál a mai Bučjét a középkori Dobrarekával azonosítja, melynek plébánosát a pápai tizedjegyzék említi. A település mai nevére vonatkozóan két elképzelés van köztudatban. Az egyik szerint a bükkfa szláv nevéből a „buk”-ból származik és olyan területet jelöl, ahol sok volt a bükkfa. A másik elmélet egy régi várról szól, melyet kezdetben Garavicának, majd később Bucsnak, illetve Bucsannak neveztek. Előbb a Garaiak, majd a Bucsan család birtoka volt és a falu is róluk kaphatta a nevét. Buč első írásos említését 1230-ból a Darnóc várához tartozó birtokok felsorolásában „Beech” néven találjuk.
1501-ben ugyanígy említik a kisdarnóci kastély birtokai között.
A török 1536 körül foglalta el és a Pozsegai szandzsákhoz csatolta. Az akkori falu még a mai Lovčić közelében feküdt és 1561-ben 13 háza volt. Lakói csak 1758-ban költöztek a mai helyükre. 1786-ban már két sorban 57 faház állt a településen egy rozzant fa plébániatemplommal. Plébániáját 1772-ben alapították.
1698-ban „Bucsie” néven 11 portával a hajdútelepülések (pagus haidonicalis) között szerepel a török uralom alól felszabadított szlavóniai települések összeírásában. A Gradiskai határőrezredhez tartozott, majd a katonai közigazgatás megszüntetése után Pozsega vármegye része lett.
Az első katonai felmérés térképén „Dorf Buchie” néven található. Lipszky János 1808-ban Budán kiadott repertóriumában „Bucsje” néven szerepel. 
Nagy Lajos 1829-ben kiadott művében „Bucsje” néven 60 házzal, 326 katolikus és 5 ortodox vallású lakossal találjuk.
1857-ben 296, 1910-ben 570 lakosa volt. Az 1910-es népszámlálás szerint lakosságának 94%-a horvát, 3%-a szerb anyanyelvű volt. Pozsega vármegye Bródi járásának része volt. Az első világháború után 1918-ban az új szerb-horvát-szlovén állam, majd később (1929-ben) Jugoszlávia része lett. 1991-től a független Horvátországhoz tartozik. 1991-ben lakosságának 99%-a horvát nemzetiségű volt. A településnek 2011-ben 318 lakosa volt. Temploma, iskolája, közösségi háza van.

## Lakossága
| Lakosság változása | Lakosság változása | Lakosság változása | Lakosság változása | Lakosság változása | Lakosság változása | Lakosság változása | Lakosság változása | Lakosság változása | Lakosság változása | Lakosság változása | Lakosság változása | Lakosság változása | Lakosság változása | Lakosság változása | Lakosság változása |
| ------------------ | ------------------ | ------------------ | ------------------ | ------------------ | ------------------ | ------------------ | ------------------ | ------------------ | ------------------ | ------------------ | ------------------ | ------------------ | ------------------ | ------------------ | ------------------ |
| 1857               | 1869               | 1880               | 1890               | 1900               | 1910               | 1921               | 1931               | 1948               | 1953               | 1961               | 1971               | 1981               | 1991               | 2001               | 2011               |
| 296                | 326                | 349                | 449                | 504                | 570                | 577                | 609                | 588                | 594                | 593                | 523                | 452                | 364                | 338                | 318                |

## Nevezetességei
Urunk Színeváltozása tiszteletére szentelt római katolikus plébániatemploma.

## Oktatás
A településen a pleternicai elemi iskola négy osztályos területi iskolája működik.